# Le Seigneur du Temps
Série
Survival (saison 26)
(1989) Rose (saison 1)
(2005)
Pour plus de détails, voir Fiche technique et Distribution.
Le Seigneur du Temps (Doctor Who) est un téléfilm américano-britannique réalisé par Geoffrey Sax, diffusé en 1996. Produit en collaboration par BBC Worldwide, Universal Studios, 20th Century Fox et le réseau américain Fox, il constitue la première tentative de relancer la série télévisée anglaise Doctor Who cette fois-ci aux États-Unis après son arrêt en 1989, en montrant la fin du 7e Docteur (Sylvester McCoy) et les débuts du 8e Docteur (Paul McGann). Ce qui devait constituer un pilote, n'a pas eu le succès escompté pour engendrer une toute nouvelle série. Il faudra attendre 2005 et une production totalement britannique pour avoir une suite, avec un tout nouveau Docteur.

## Résumé
Sur la planète Skaro, le Maître, un Seigneur du Temps comme le Docteur, est jugé coupable de très nombreux crimes et est condamné par les Daleks à être exécuté. Sa dernière volonté est qu'on ramène ses restes sur sa planète d'origine, Gallifrey, accompagné par son ennemi juré, le Docteur. Ce dernier accepte et les cendres du Maître se voient transportées par le Docteur jusqu'à Gallifrey dans un petit conteneur.
Cependant, lors de ce voyage à bord du TARDIS, le conteneur est secoué et une sorte de larve visqueuse en sort. Elle endommage ensuite le poste de commande du TARDIS qui se voit obligé d'atterrir en urgence sur la Terre. Il atterrit le 30 décembre 1999 dans une ruelle de Chinatown à San Francisco, au milieu d'une fusillade entre deux bandes de malfaiteurs sino-américains. Chang Lee est sur le point d'être abattu quand le TARDIS se matérialise fortuitement devant lui ce qui le protège. Sort alors le Docteur, qui reçoit les balles de la fusillade avant de s'écrouler au sol. Lee appelle une ambulance mais, pendant ce temps, le Maître, toujours sous forme de larve visqueuse, réussit à s'enfuir.
Dans l'ambulance, Lee signe les documents que Bruce, un des ambulanciers, lui remet. En guise de nom pour le Docteur, il écrit « John Smith », afin qu'il puisse être soigné. Arrivé à l'hôpital, le Docteur est envoyé au bloc opératoire tandis que la larve se cache dans l'ambulance. Le personnel médical présent dans la salle d'opération est intrigué par le fait que la radiographie montre deux cœurs. Ils font alors venir la cardiologue qui assure la garde, le docteur Grace Holloway ; celle-ci assistait à une représentation d'un opéra de Giacomo Puccini, Madame Butterfly. Alors que l'équipe de nuit essaie de trouver pourquoi un des cœurs bat de manière irrégulière, le Docteur se réveille brusquement. Il tente alors d'expliquer qu'il n'est pas humain et qu'il a besoin d'une horloge atomique au béryllium pour réparer le TARDIS. Mais l'équipe lui administre une nouvelle dose de sédatif. Il se réveille encore une autre fois, puis se rendort.
Alors que l'équipe, désorientée par la physionomie très particulière du Docteur, explore son système cardio-vasculaire avec un endoscope, celui-ci entre en fibrillation et malgré les tentatives de réanimation, le Docteur meurt. Heureusement, étant un Seigneur du Temps, le Docteur est capable de se régénérer. Il sort de la morgue mais le traitement chimique qu'il a reçu lors de son opération a perturbé sa régénération et il est amnésique. Il s'habille avec des parties de costumes prévus par le personnel pour le Nouvel An avant de retrouver Grace et de la suivre. Il la convainc de son état quand il extrait de son corps la sonde qu'elle avait utilisé pendant l'opération. Grace, tout juste suspendue après l'échec de l'opération, ramène l'extraterrestre chez elle pour l'examiner.
Pendant ce temps, le Maître est parvenu à prendre possession du corps de Bruce, mais il sait que le corps humain de l'ambulancier ne supportera pas la possession, aussi il compte utiliser le TARDIS pour retrouver le Docteur et lui voler ses vies restantes. Il retrouve Chang Lee, qui a volé les affaires du Docteur et ouvert le TARDIS. Le Maître manipule alors le jeune homme en lui disant que le Docteur est un criminel dangereux qui lui a volé son corps. Pour le retrouver, le Maître force Lee à ouvrir l’Œil de l'Harmonie, qui ne s'ouvre que grâce à un motif d’œil humain. Ce faisant, le Docteur recouvre la mémoire et comprend ce que le Maître a fait, mais l'ouverture de l'Œil met en danger toute la planète qui sera absorbée par lui s'il n'est pas fermé à minuit et pour le fermer, le Docteur a besoin d'une horloge atomique. Grace refuse de le croire mais le monde physique commence à souffrir de l'ouverture comme le prouve le Docteur en passant à travers une vitre sans la briser. Ils apprennent ensuite qu'une nouvelle horloge atomique va être lancée pour le nouvel an dans un institut technologique de San Francisco. Lee et le Maître viennent les chercher en ambulance et, sans se douter de la vérité, le Docteur et Grace les suivent. Au cours du trajet, le Docteur démasque Bruce et il fuit avec Grace en volant la moto d'un policier, mais pas avant que le Maître ne crache un venin sur le bras de Grace.
En les poursuivant, Lee prend un raccourci et arrive à l'institut avant le Docteur, mais celui-ci parvient à trouver un circuit intégré dans le système de l'horloge atomique dont il a besoin pour redémarrer le TARDIS et fermer l'Œil. De retour dans la machine, il installe la puce mais comprend que l'Œil a été ouvert trop longtemps et qu'il est trop tard. Il doit donc remonter dans le temps avant l'ouverture de l'Œil mais à ce moment, le Maître entre dans le TARDIS et prend le contrôle de Grace grâce au venin. Le Docteur est assommé et attaché à un dispositif qui lui maintient les yeux ouverts et s'apprête à lui voler ses vies. Le Docteur tente de convaincre Lee de le libérer et de ne pas rouvrir l'Œil en parvenant à montrer que le Maître lui a menti ; quand Lee lui désobéit, le Maître le tue et libère Grace de la possession afin d'utiliser ses yeux humains pour ouvrir l'Œil et commencer le rituel. Grace reprend conscience et parvient à redémarrer le TARDIS, qui se place en orbite temporelle, permettant de suspendre pour un moment le rituel et la destruction de la Terre. Quand Grace revient libérer le Docteur, le Maître la précipite du haut d'un balcon et la tue, mais le Docteur a alors le temps de se libérer et précipiter le Maître dans l'Œil, le tuant. L'Œil se ferme et le TARDIS s'arrête à nouveau le 30 décembre, permettant ainsi le retour à la vie de Lee et Grace.
De retour peu avant minuit le 31, ils constatent que la Terre est sauve. Lee part après avoir rendu ses affaires au Docteur, sauf deux sacs de poussière d'or, et Grace choisit elle aussi de rester malgré la proposition du Docteur. Ils se quittent après un baiser et le Docteur repart dans le TARDIS pour une nouvelle aventure.

### Continuité
- C'est la première fois que le Tournevis sonique réapparaît dans la série depuis la destruction de l'original dans l'épisode de 1982 « The Visitation », qui est dans le doublage VF des années 1990 été dénommée en "Tournevis acoustique".
- L'Œil de l'Harmonie est apparu dans l'épisode de 1976 « The Deadly Assassin », où il est présenté comme la source fondamentale d'énergie de Gallifrey. Ce téléfilm établit pour la première fois qu'une source similaire, du même nom, alimente également le TARDIS.
- "John Smith" est un pseudonyme couramment utilisé par le Docteur, même s'il est ici choisi par Lee. Ce pseudonyme sera encore réutilisé de nombreuses fois dans la nouvelle série.
- La célèbre écharpe du quatrième Docteur se trouve dans un des casiers que le Docteur fouille.
- On retrouve trois fois les "jelly babies" (bébés en gelées), le bonbon préféré du quatrième Docteur : le Docteur en mange dans son fauteuil au début du téléfilm, il en offre un au policier qui barre la route et au garde de la sécurité.
- On retrouve le "sceau de Rassilon" parmi les décorations du TARDIS.
- Le Docteur déclare être à moitié humain du côté de sa mère, affirmation qui sera fortement contestée puis ignorée dans la nouvelle série.
- Ce fut pendant très longtemps le seul épisode filmé dans lequel Paul McGann joue le huitième Docteur. Toutefois, il réapparaîtra dans le mini-épisode prélude à l'épisode 50e anniversaire « Le Jour du Docteur » et nommé « The Night of the Doctor. ». Puis il fait à nouveau une petite apparition dans l'épisode spécial à l'occasion des 100 ans de la BBC, « Le Pouvoir du Docteur » pour venir en aide au treizième Docteur. Entretemps, des aventures du huitième Docteur ont été publiées sous forme de comic-books, de romans et d'épisodes audiophoniques.
- Le prologue explique que le Maître a été jugé et exécuté sur Skaro, la planète des Daleks. Si on ne les voit pas, on peut entendre leur fameux « Exterminate » au moment de la sentence.